# Rio Babarunca
O Rio Babarunca é um rio da Romênia afluente do rio Ramura Mică, localizado no distrito de Braşov.